# Niamtougou
Niamtougou ist eine Stadt in Togo mit 12.444 Einwohnern im Jahre 1982 und wahrscheinlich 24.000 Einwohnern im Jahre 2008. Sie liegt in der Region Kara, 25 km nördlich der gleichnamigen Regionshauptstadt Kara. Niamtougou ist Verwaltungssitz der Präfektur Doufelgou.

## Bevölkerung
Die Stadt setzt sich aus sechs Orten zusammen, Niamtougou, Koka, Baga, Ténéga, Yaka und Agbandé. Diese Gemeinden gehören abweichenden Sprachen der Gur-Sprachgruppe an. Während in Niamtougou, Koka, Baga und Ténéga Nawdm gesprochen wird, spricht man in  Yaka und Agbandé mehrheitlich Lama.

## Wirtschaft
Der wichtige Marktplatz der Stadt liegt im Ort Niamtougou. Neben dem Markt der südöstlich gelegenen Stadt Kétao ist der sonntägliche Markt Niamtougous ein wichtiger Handelsplatz der Kara Region. Im Ortsteil Koka ist die Verwaltung der Präfektur angesiedelt. Nördlich der Stadt, in Baga, liegt der Flughafen Niamtougou, dieser ist nach dem Gnassingbé Eyadéma Flughafen in der Hauptstadt Lomé der größte Flughafen des Landes. Er wird hauptsächlich von der togolesischen Luftwaffe sowie der Regierung und anderen Privatpersonen genutzt. Wichtigste Straßenanbindung ist die in nord-südlicher Richtung verlaufende Nationalstraße 1, die ganz Togo durchquert.

Markt von Niamtougou
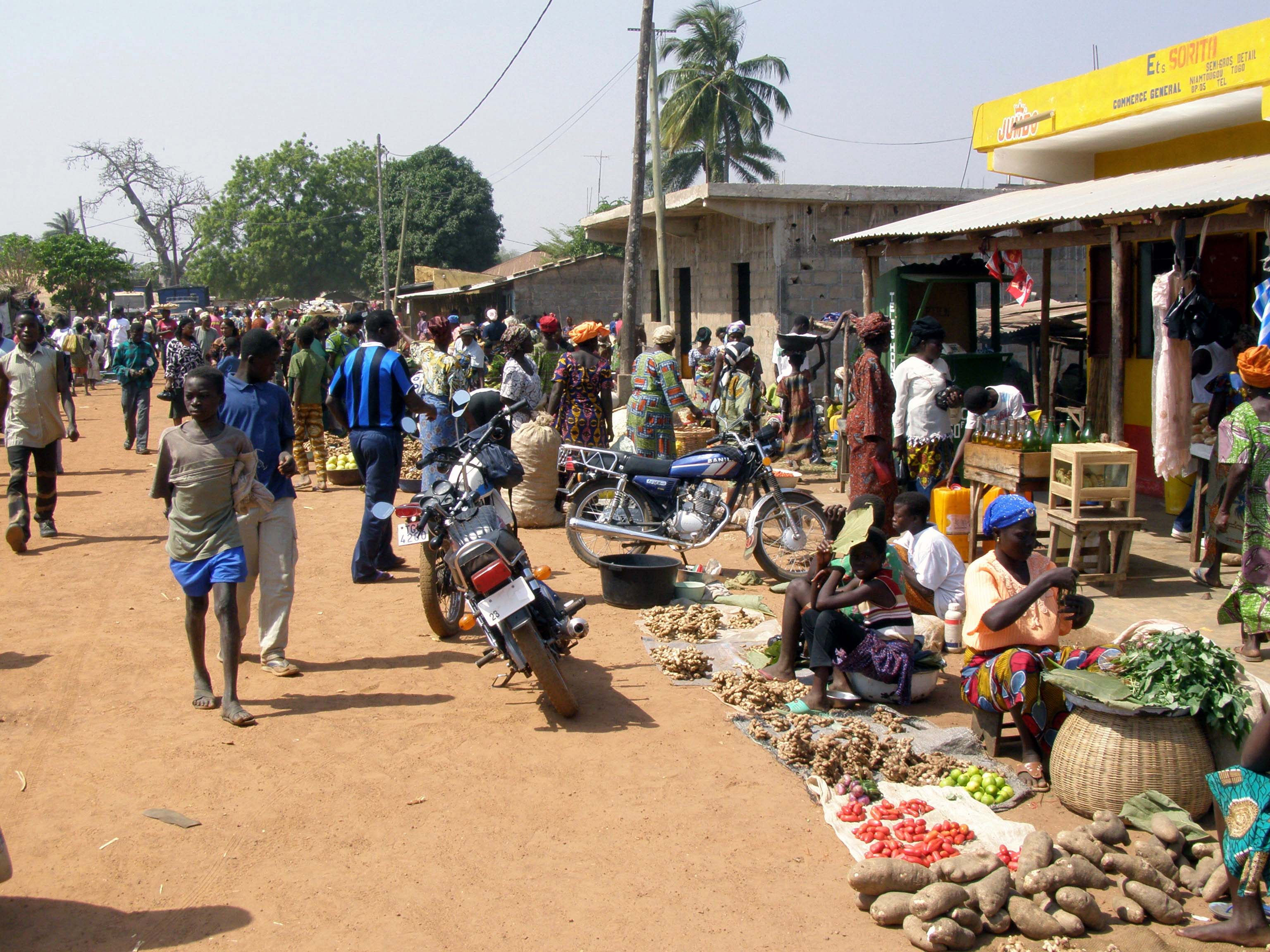
Händler am Straßenrand in Niamtougou (24. Dezember 2006)
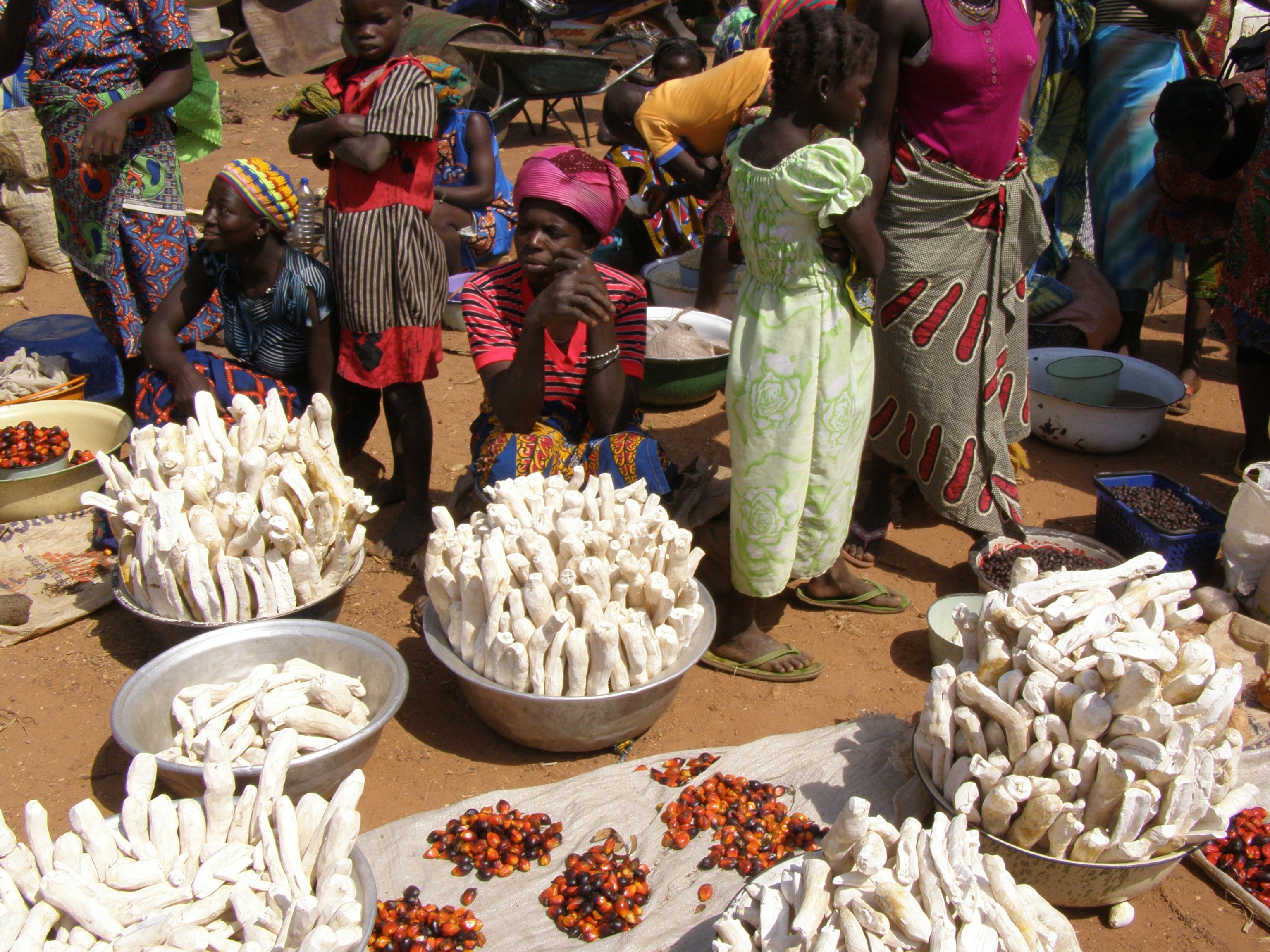
Händlerin
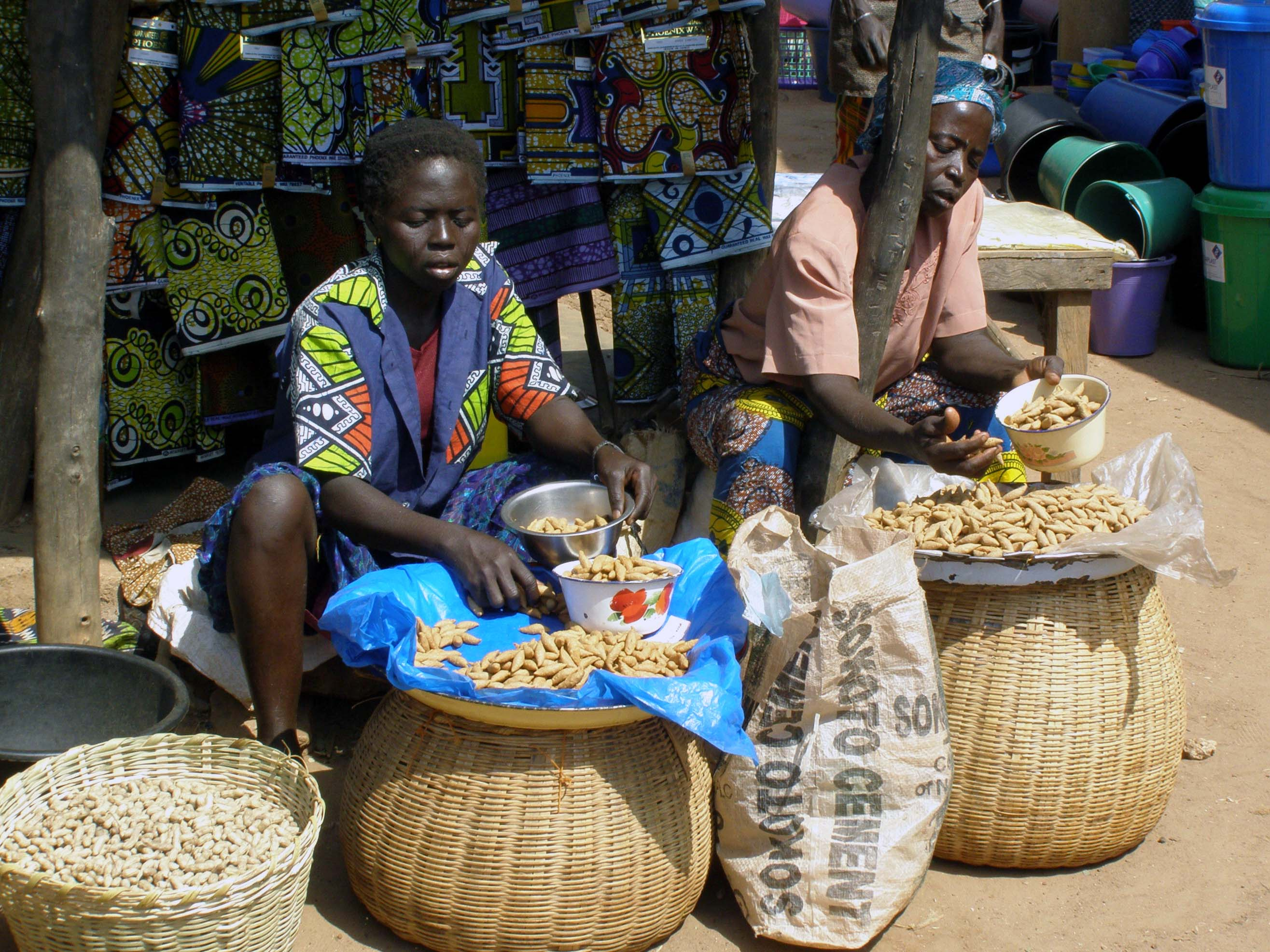
Händlerin mit Erdnüssen
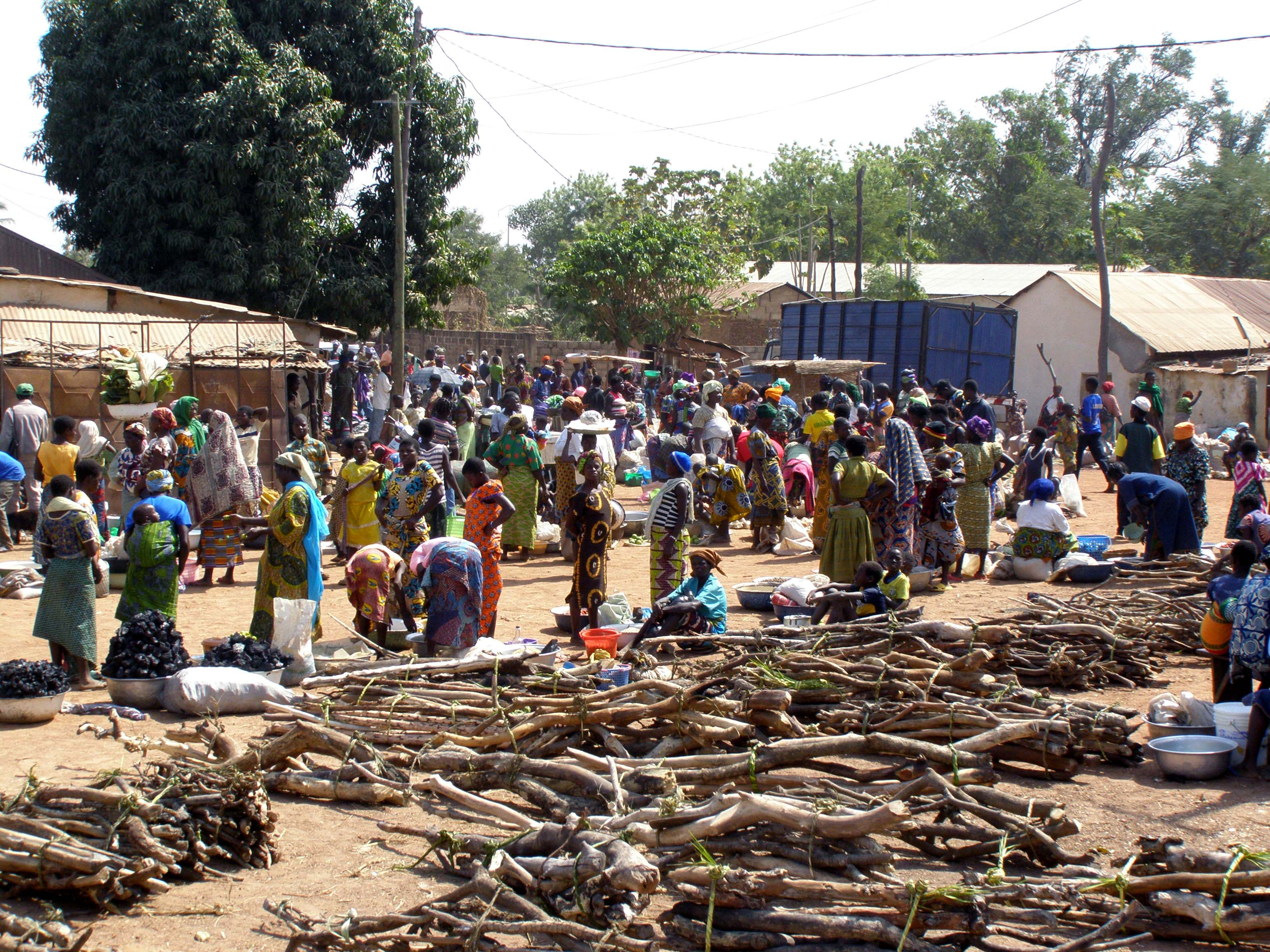
Angebot von Feuerholz